# Powiat Oleski
Der Powiat Oleski ist ein Powiat (Kreis) in der Woiwodschaft Opole in Polen mit der Kreisstadt Olesno (Rosenberg O.S.). Der Powiat hat eine Fläche von 973,62 km², auf der rund 65.100 Einwohner leben.

## Geografie
Der Powiat liegt im Nordosten der Woiwodschaft Opole. Nachbarpowiate sind im Norden Wieluń in der Woiwodschaft Łódź, im Osten Kłobuck und Lubliniec (beide Woiwodschaft Schlesien), im Süden Strzelce Opolskie sowie im Westen Opole und Kluczbork.
Historisch gesehen war der Fluss Prosna die Grenze zwischen Oberschlesien am linken Ufer und dem Weluner Land (die Gemeinden Praszka und Rudniki) am rechten Ufer.

## Städte und Gemeinden
Der Powiat umfasst sieben Gemeinden, davon vier Stadt-und-Land-Gemeinden, deren gleichnamige Hauptorte das Stadtrecht besitzen, sowie drei Landgemeinden.
Einwohnerzahlen vom 31. Dezember 2020

### Stadt-und-Land-Gemeinden
- Dobrodzień / Guttentag – 9737
- Gorzów Śląski (Landsberg O.S.) – 7108
- Olesno (Rosenberg O.S.) – 17.640
- Praszka – 13.374

### Landgemeinden
- Radłów / Radlau – 4238
- Rudniki – 8082
- Zębowice / Zembowitz – 3609

Die Gemeinden Radlau und Zembowitz sind seit 2006 kraft Gemeinderatsbeschluss offiziell zweisprachig, da der deutsche Bevölkerungsanteil in diesen Gemeinden über 20 % ausmacht. Die Stadt Guttentag ist seit Mai 2009 ebenfalls zweisprachig.

## Politik
Die Kreisverwaltung wird von einem Starosten geleitet. Seit 2018 ist dies Roland Fabianek von der Deutschen Minderheit.

### Kreistag
Der Kreistag besteht aus 19 Mitgliedern, die von der Bevölkerung gewählt werden. Die turnusmäßige Wahl 2024 brachte folgendes Ergebnis:
- Wahlkomitee „Koalition vom 15. Oktober – Wir wirken lokal“ 32,8 % der Stimmen, 8 Sitze
- Prawo i Sprawiedliwość (PiS) 21,6 % der Stimmen, 3 Sitze
- Schlesische Kommunalverwaltung (Deutsche Minderheit) 20,6 % der Stimmen, 5 Sitze
- Trzecia Droga (TD) 10,9 % der Stimmen, 1 Sitz
- Wahlkomitee „Oleski – unsere Zukunft“ 10,2 % der Stimmen, 2 Sitze
- Konfederacja und unabhängige lokale Verwaltungen 3,9 % der Stimmen, kein Sitz

Die turnusmäßige Wahl 2018 brachte folgendes Ergebnis:
- Prawo i Sprawiedliwość (PiS) 20,8 % der Stimmen, 3 Sitze
- Wahlkomitee Deutsche Minderheit 18,4 % der Stimmen, 6 Sitze
- Wahlkomitee „Wir wirken lokal“ 17,6 % der Stimmen, 3 Sitze
- Koalicja Obywatelska (KO) 17,2 % der Stimmen, 3 Sitze
- Wahlkomitee „Oleski – unsere Zukunft“ 14,6 % der Stimmen, 3 Sitze
- Polskie Stronnictwo Ludowe (PSL) 7,2 % der Stimmen, 1 Sitz
- Sojusz Lewicy Demokratycznej (SLD) / Lewica Razem (Razem) 4,3 % der Stimmen, kein Sitz

### Partnerschaften
- Hochsauerlandkreis
- Landkreis Kaiserslautern